# 시미유주

시미유 주의 위치

시미유주(Simiyu)는 탄자니아의 주로 주도는 바리아디이며 면적은 25,212km2, 인구는 1,584,157명(2012년 기준)이다. 2012년 3월에 신설되었다.